# 規劃謬誤
规划谬误是指人们在估计未来任务的完成时间时低估任务完成时间的一种现象。此概念由諾貝爾經濟學獎得主丹尼尔·卡尼曼和認知心理學家阿摩司·特沃斯基於1970年代後期提出。